# Dünnbier
 (avril 2021).
Si vous disposez d'ouvrages ou d'articles de référence ou si vous connaissez des sites web de qualité traitant du thème abordé ici, merci de compléter l'article en donnant les références utiles à sa vérifiabilité et en les liant à la section « Notes et références ».
La dünnbier ( « bière maigre ») est un type de bière légère et fine originaire du nord de l'Allemagne avec un taux d'alcool bas (4.5 à 5.5° Plato ou 2 à 3 % vol.). C'est une des rares einfachbier.
Connue depuis le Moyen Âge comme étant la bière du pauvre, remplaçant le pain et l'eau (alors responsable de bien des épidémies), elle servit plus tard à rafraïchir les ouvriers et les mineurs de la Ruhr qui en consommaient à longueur de journée car elle était fournie gratuitement par les employeurs.
Elle ressemble à l'erntebier ou à la leichtbier.